# چارلز جوترا
چارلز جیترو (انگلیسی: Charles Jewtraw؛ ۵ مه ۱۹۰۰ – ۲۶ ژانویه ۱۹۹۶) اسکیت‌باز سرعت اهل ایالات متحده آمریکا بود.
از افتخارات وی می‌توان به کسب مدال طلا در بازی‌های المپیک زمستانی ۱۹۲۴ اشاره کرد.